# آرنه يوهانسون (لاعب هوكي الجليد)
آرنه يوهانسون (بالسويدية: Arne "Brand Johan" Johansson)‏ هو لاعب هوكي الجليد سويدي، ولد في 25 فبراير 1915 في إنشوبينغ في السويد، وتوفي في 12 أكتوبر 1956 في سودرتاليا في السويد.

## وصلات خارجية
- آرنه يوهانسون على موقع EliteProspects.com (الإنجليزية)
- آرنه يوهانسون على موقع Eurohockey.com (الإنجليزية)
- آرنه يوهانسون على موقع أوليمبيديا (الإنجليزية)
- آرنه يوهانسون على موقع اللجنة الأولمبية السويدية (السويدية)